# 파울 폰 쇠나이히 남작
파울 오이겐 폰 호퍼베크 폰 쇠나이히 남작(독일어: Paul Eugen Freiherr von Hoverbeck genannt von Schoenaich)은 독일의 군인, 정치인이다.
서프로이센에서 에두아르트 폰 호퍼베크 폰 쇠나이히 남작의 6자녀 중 막내로 태어났다. 파울이 14세였을 때 죽은 그의 부친은 자유주의적 사고방식을 가지고 있었다.
1879년 쿨름의 사관후보학교에 입교하여 1883년-1887년에는 독일 제국해군에서 복무하다가 그 이후 프로이센 육군으로 전속되어 1907년까지 베를린의 제2근위용기병연대에서 근무했다. 비번 시간을 이용해 베를린 프리드리히 빌헬름 대학교에 다니며 경제학을 전공했고 아돌프 바그너, 카를 올덴베르크 등의 강의를 들었다. 그 뒤 프로이센 전쟁성의 기병담당관으로 임명되었다. 1913년 중령으로 승진하여 반츠베크를 위수지역으로 하는 제15검기병연대 연대장이 되었다.
제1차 세계 대전이 발발했을 당시에는 제14용기병연대 연대장으로 프랑스 방면에서 종군하다 폴란드 쪽으로 이동했다. 1915년 여름부터 다시 전쟁성에 배치되었다. 전쟁에서 세운 공훈으로 1, 2급 철십자장과 바이에른 무공훈장 장교십자장을 수훈했다.
1919년에는 베를린에서 기병대를 지휘했다. 1920년 4월 발터 폰 뤼트비츠 대장과 충돌하여 소장 계급을 끝으로 국가방위군에서 전역한 뒤 라인펠트의 장원으로 은퇴했다.
폰 쇠나이히는 1918년 독일 민주당(DDP)에 입당하여 1928년까지 당적을 유지했다. 1924년에는 메클렌부르크 지역구에서 국가의회 의원 후보로 출마했다. 1922년 독일 평화결사(DFG)에 가입해 1929년-1933년, 1946년-1951년에 회장을 역임했다. 그 외에도 흑적금 국기단, 독일 인권결사, 자유석공회 독일 지부 등에 가입해 활동했다. 1926년에는 버트런드 러셀, 알베르트 아인슈타인과 함께 징병 거부 선언문에 서명했다. 1930년 DDP가 분당하자 폰 쇠나이히는 당내 좌익 파벌을 따라 급진민주당(RDP)을 창당했다. 1933년 나치가 정권을 잡은 그 직후 폰 쇠나이히는 체포되었다.
1945년 독일 기독교민주연합(CDU)에 입당했다. 1951년 독일의 재무장에 관한 입장 차이로 DFG 회장직을 사임했으나 1952년 명예 회장으로 추대되었다. 1954년 라인펠트에서 죽었다.

## 참고 자료
- Stefan Appelius: Der Friedensgeneral Paul Freiherr von Schoenaich. Demokrat und Pazifist in der Weimarer Republik. In: Demokratische Geschichte 7. (1992), S. 165–180.
- Friederike Gräper: Die Deutsche Friedensgesellschaft und ihr General - Paul Freiherr v. Schoenaich (1866-1954). In: Wolfram Wette (Hrsg.): Pazifistische Offiziere in Deutschland, 1871–1933 (= Schriftenreihe Geschichte & Frieden. Bd. 10). Donat, Bremen 1999, ISBN 3-931737-85-3, S. 201–217.
- Heinz Habedank: Paul Freiherr von Schoenaich, ein General a. D. mit Realitätssinn. In: Alternativen, Schicksale deutscher Bürger. Hrsg. von Olaf Groehler. Berlin 1987, ISBN 3-373-00002-5, S. 133–161.
- Martin Jung (2007), “Schoenaich, Paul Eugen Freiherr von Hoverbeck genannt von Schoenaich”, Neue Deutsche Biographie (NDB) (독일어) 23, Berlin: Duncker & Humblot, 381–382쪽; (full text online)
- Paul von Schoenaich, in Internationales Biographisches Archiv 09/1954 vom 22. Februar 1954, im Munzinger-Archiv (Artikelanfang frei abrufbar)